# Georgius Agricola

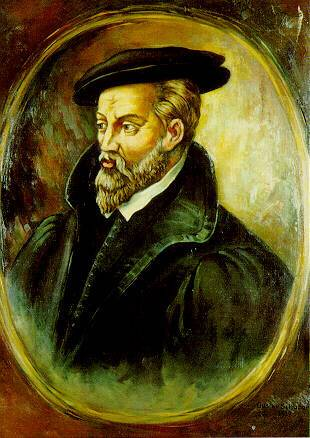
Georgius Agricola

Georgius Agricola (Glauchau, 24 maart 1494 – Chemnitz, 21 november 1555) was een Duitse geleerde. Zijn echte naam was Georg Pawer (Bauer, boer). Agricola is de Latijnse versie van zijn naam. Hij werd geboren in Glauchau (in het tegenwoordige Saksen). Hij werd bekend als de "vader van de mineralogie".
Begaafd met intellect, wierp hij zich vroeg op „het nieuwe leren“. Op twintigjarige leeftijd ontving hij de titel Rector extraordinarius in het Grieks op de zogenaamde Grote School van Zwickau. Tevens maakte hij zijn debuut als schrijver in de filologie. Na twee jaar gaf hij zijn benoeming in Zwickau op voor verdere studie in Leipzig, waar hij, als rector, de steun kreeg van Petrus Mosellanus (1493-1524), professor in de oude talen en een gevierde humanist van die tijd, met wie hij reeds eerder had gecorrespondeerd. Hier wijdde hij zich ook aan de studie van geneeskunde, fysica en chemie. Na de dood van Mosellanus ging hij naar Italië van 1524 tot 1526, waar hij de titel arts verwierf.
Hij keerde in 1526 naar Zwickau terug en werd een jaar later benoemd tot stadsarts in het Boheemse Joachimsthal (thans Jáchymov), een centrum van mijnbouw en smelterijen. Zijn grondige studie van de filologie en filosofie voedden zijn systematische denken. Dit liet hem toe om uit zijn studies en observaties van mineralen een logisch systeem te construeren, dat hij begon te publiceren in 1528.
Zijn beroemdste werk, De re metallica libri xii, werd gepubliceerd in 1556, maar was waarschijnlijk verscheidene jaren eerder al gereed, aangezien de toewijding aan de keizer en zijn broer gedateerd is in 1550. Het is een volledige en systematische verhandeling over mijnbouw en metallurgie, die met vele fijne en interessante houtsneden is geïllustreerd. Het werk bevatte in een bijlage de Duitse equivalenten voor de technische termen die in de Latijnse tekst worden gebruikt. Het werk bleef lang het standaardwerk op dit gebied. Georgius Agricola was een van de meest productieve chemici van zijn tijd.
Een ander werk van zijn hand  is De natura fossilium uit  1546. Hierin wordt o.a. de winning van aardolie beschreven.